# بهیلا گلاب سینگ
بهیلا گلاب سینگ (به انگلیسی: Bhela Gulab Singh) یک روستا در پاکستان است که در ناحیه اوکارا واقع شده‌است.